# Thelebolus caninus
Thelebolus caninus är en svampart som först beskrevs av Bernhard Auerswald, och fick sitt nu gällande namn av Jeng & J.C. Krug 1978. Thelebolus caninus ingår i släktet Thelebolus och familjen Thelebolaceae.  Arten är reproducerande i Sverige. Inga underarter finns listade i Catalogue of Life.